# بيل بيرغ
بيل بيرغ هو لاعب هوكي الجليد كندي، ولد في 21 أكتوبر 1967 في سانت كاثرينز في كندا.

## وصلات خارجية
- بيل بيرغ على موقع دوري الهوكي الوطني (الإنجليزية)
- بيل بيرغ على موقع EliteProspects.com (الإنجليزية)
- بيل بيرغ على موقع HockeyDB.com (الإنجليزية)
- بيل بيرغ على موقع Hockey-Reference.com (الإنجليزية)